# Flugplatz Schwabmünchen

i7
i11
i13
Der Flugplatz Schwabmünchen (ICAO-Code: EDNS) ist ein Sonderlandeplatz auf dem Gebiet der Stadt Schwabmünchen im Landkreis Augsburg. Er ist im Eigentum der Stadt Schwabmünchen und wird von dem Luftsportverein Schwabmünchen e. V. betrieben.

## Lage
Der Flugplatz liegt etwa vier Kilometer westlich des historischen Stadtkernes von Schwabmünchen im Flurstück Breitwiesen auf einer Höhe von 550 m ü. NHN im Tal der Wertach.
Naturräumlich erstreckt sich östlich das Lechfeld, westlich steigt das Gelände zu den Stauden hin auf.

## Geschichte
Die Fliegerei wird in Schwabmünchen seit den 1930er Jahren betrieben. Ab 1945 war den Deutschen das Fliegen durch die alliierte Besatzungsmacht zunächst verboten. Der nach der Aufhebung des Flugverbotes 1952 wiedergegründete Luftsportverein Schwabmünchen e. V. begann mit der Fliegerei in den 1950er Jahren zunächst zwischen Schwabmünchen und Untermeitingen. Ab 1969 wurde das heutige Gelände bezogen, eingeebnet, ausgebaut und erhielt 1970 die Zulassung als Sonderflugplatz. Die Flugzeughalle, Werkstatt und der Tower wurden 1972 errichtet. Seit 2012 steht ein eigenes Schleppflugzeug zur Verfügung.

## Flugplatz und Ausstattung

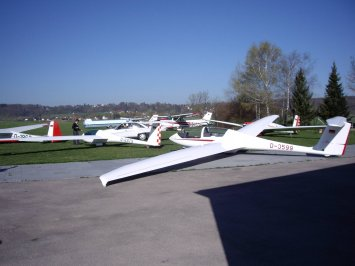
Flugplatz EDNS (2010)

Der Flugplatz ist ein Sonderlandeplatz für Luftfahrzeuge aller Art bis 2000 kg MTOW, Hubschrauber bis 5700 kg und meist von 7:00/8:00 Uhr bis Sonnenuntergang in Betrieb. Der Halter des Flugplatzes ist die Stadt Schwabmünchen, der Betreiber der Luftsportverein Schwabmünchen e. V. Eine Landung ist nur nach vorheriger Anmeldung möglich (PPR). Der Platz führt den ICAO-Code EDNS.
Es bestehen mehrere Wirtschaftsgebäude, ein Tower (Frequenz 122,500 MHz), ein Hangar, eine Windenstarteinrichtung und ein Vereinsheim. Für Zwischenlandungen gibt es eine Tankstelle.

## Veranstaltungen
Seit 2012 findet alljährlich im Juli die Segelflugmesse, eine Fachmesse für Modellflug – Segelflugzeuge, Motorsegler, Klapptriebwerke und Zubehör statt.

## Zwischenfälle
- Am 20. Juli 1996 verunglückte ein Flugzeug des Typs Grob G 115 T Acro.[4]:12
- Am 1. Oktober 2000 kippte eine Robin DR400/180 (D-ENGR) beim Abflug seitlich weg und stürzte hinter dem Pistenende in einen Acker. Der Pilot wurde schwer verletzt, das Flugzeug zerstört.[5]:3
- Am 3. Mai 2008 stürzte bei Schwabmünchen ein Doppeldecker des Typs B&F FK 12 (D-MOUT) ab. Das Ultraleichtflugzeug geriet in Brand, wobei beide Insassen verstarben.[6][7]

## Verkehr
Eine Gemeindestraße erschließt den Flugplatz zu der Staatsstraße St 2035 hin, die zu der zehn Kilometer östlich verlaufenden Bundesstraße 17 anschließt. Der ÖPNV bedient den Flugplatz nicht direkt. Die nächstgelegene Bahnstation ist der Bahnhof Schwabmünchen an der Bahnstrecke Augsburg–Buchloe.